# Latissistrombus
Latissistrombus é um gênero de moluscos gastrópodes, marinhos e herbívoros, pertencente à família Strombidae, na subclasse Caenogastropoda e ordem Littorinimorpha; classificado por Klaus Bandel, em 2007, no texto "About the larval shell of some Stromboidea, connected to a review of the classification and phylogeny of the Strombimorpha (Caenogastropoda)"; publicado em Freiberger Forschungshefte ("cadernos de pesquisa de Freiberg"), Ser. C. 524: 97-206. Sua distribuição geográfica é toda na costa pacífica e todas as suas três espécies já fizeram parte dos gêneros Sinustrombus, do qual é sinônimo, do mesmo autor (Klaus Bandel) e datado do mesmo ano (2007), e Strombus, este último durante os séculos XVIII a XX.

## Espécies deLatissistrombus
- Latissistrombus latissimus (Linnaeus, 1758)
- Latissistrombus sinuatus ([Lightfoot], 1786)
- Latissistrombus taurus (Reeve, 1857)[1]

## Galeria de imagens

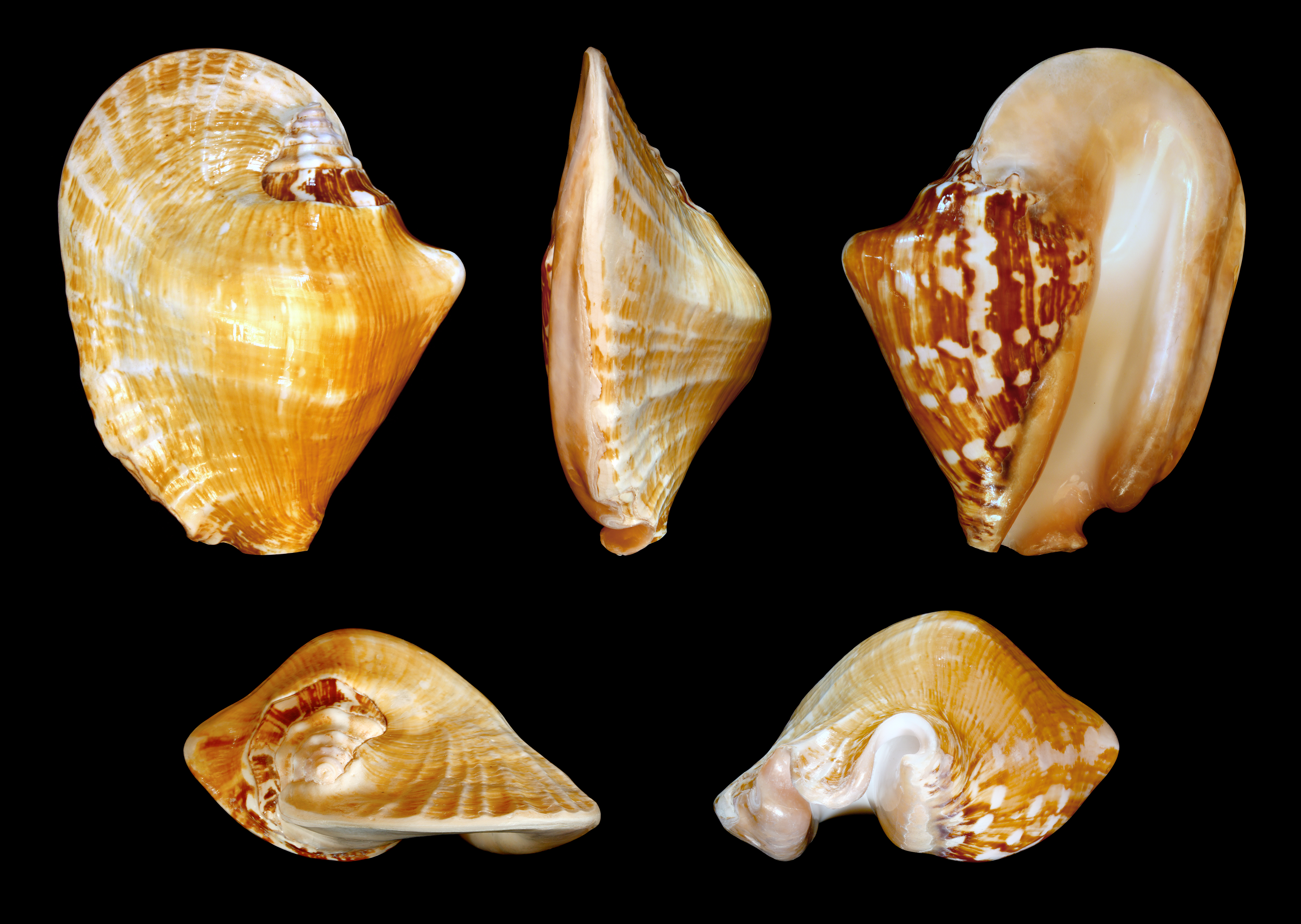
Cinco vistas da concha de Latissistrombus latissimus (Linnaeus, 1758);[1] a primeira espécie descrita.
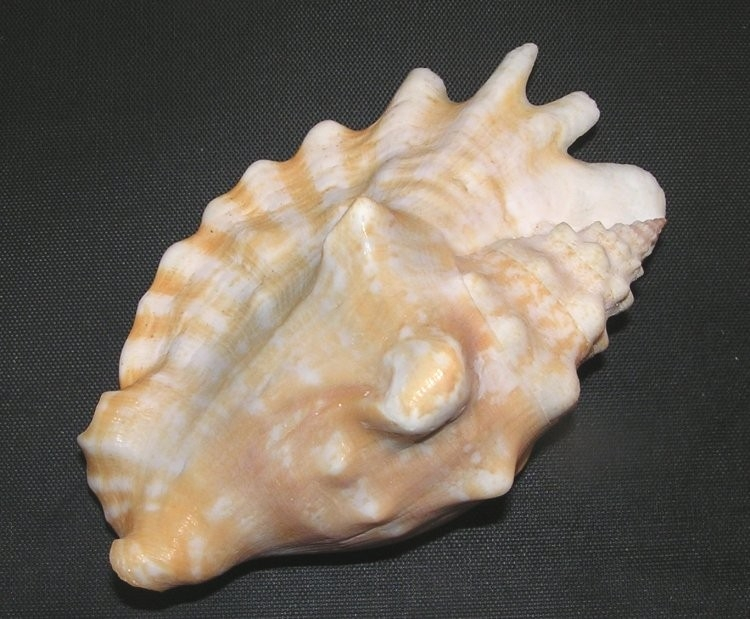
Fotografia da vista superior concha de Latissistrombus sinuatus ([Lightfoot], 1786),[1] de espécime vindo de Bohol, Filipinas.
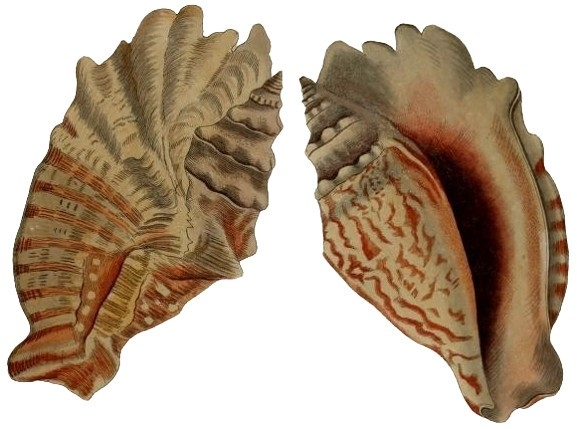
Ilustrações (1845) de Latissistrombus sinuatus ([Lightfoot], 1786)[1] provenientes da obra de Heinrich Carl Küster, Die Flügelschnecken (Strombea).